# Toro (Timely Comics)
Toro (Toro), il cui il vero nome è Thomas Raymond, detto Flaming Kid, è un personaggio dei fumetti, creato da Carl Burgos (testi e disegni). È apparso la prima volta sull'albo Golden Age The Human Torch n. 2 (erroneamente numerato: 1), pubblicato da Timely Comics (divenuta Marvel Comics).
L'origine del suo superpotere, presente sin dalla nascita a causa delle radiazioni subite dai genitori, ne fa uno dei primi supereroi mutanti dell'Universo Marvel.

## Biografia del personaggio

### Thomas Raymond
Thomas, soprannominato "Toro", era figlio di due scienziati, Nora e Fred Raymond, che a causa delle radiazioni che avevano assorbito durante i loro esperimenti gli trasmisero il superpotere di manipolare il fuoco. Quando era ancora un bambino incontrò per la prima volta la Torcia Umana grazie al fatto che Mr Raymond lavorava per Professore Phineas T. Horton.
Dopo la morte dei genitori, uccisi da Lady Asbesto (Asbestos Lady), Toro fu allevato da una famiglia di mangiatori di fuoco e cominciò anch'egli ad esibirsi al circo, sfruttando in questo modo il suo potere. Proprio in seguito ad un servizio giornalistico sul giovane la Torcia riuscì a rintracciarlo e Toro accettò di diventare il suo partner.
La Torcia e Toro si unirono agli Invasori e Toro si legò particolarmente alla spalla di Capitan America, Bucky, con il quale formò i Commandos minorenni, insieme alla Trottola Umana (David Mitchell) e Golden Girl (Gwen Sabuki).
Dopo la morte di Bucky e la fine della guerra Toro ritornò ad affiancare la Torcia Umana, fino a quando il potere di quest'ultimo non cominciò a sfuggire ad ogni controllo e l'eroe dovette essere messo in animazione sospesa.
Toro decise allora di ritirarsi e di condurre una vita normale.
Alla fine degli anni sessanta, però, al funerale della Torcia (che nel frattempo era stato richiamato dalla animazione sospesa e che tutti – a torto – credevano morto), il Pensatore Pazzo catturò Toro e lo sottopose a lavaggio del cervello, convincendolo di essere proprio la Torcia Umana originale e inviandolo a combattere contro Sub-Mariner. Toro riuscì fortunatamente a recuperare la memoria ma fu ucciso prima di riuscire a eliminare il Pensatore Pazzo.
Ann, la vedova di Toro, anni dopo si sposò con la Torcia Umana (Jim Hammond).

#### Vendicatori/Invasori e il Ritorno
Durante un'anomalia temporale gli Invasori sono stati trasportati ai giorni nostri; dopo un incontro/scontro con i Nuovi Vendicatori e i Potenti Vendicatori i tre team d'eroi si sono ritrovati in un'America in mano ai nazisti e al Teschio Rosso, che s'era impossessato del cubo cosmico e aveva cambiato il corso della storia.
Invasori e Vendicatori sono riusciti infine a riportare le cose alla normalità, non prima che Bucky però, che aveva brevemente impugnato il cubo, avesse espresso il desiderio di resuscitare Toro; Thomas così ritorna nel mondo dei vivi.

### Benito Serrano
Un nuovo Toro appare come membro dei Young Allies. Questo Toro è Benito Serrano (la stessa identità del Toro della Contro-Terra), ma proviene dal "normale" Universo Marvel Terra-616.
Durante la trama di Secret Empire, Toro appare come un membro del Underground quando l'Hydra conquistò gli Stati Uniti.

## Cronologia dei fumetti
Albi Golden Age pubblicati:
- The Human Torch dal n. 2 (1) al n. 31 (autunno (settembre) 1940 - luglio 1948);
- The Human Torch dal n. 36 al n. 38 (aprile 1954 - luglio 1954);
- Marvel Mystery Comics dal n. 19 al n. 88 (maggio 1941 - dicembre 1948);
- Young Allies dal n. 1 al n. 20 (estate (giugno) 1941 - ottobre 1946);
- All Winners Comics dal n. 1 al n. 19 (estate (giugno) 1941 - autunno (settembre) 1946);
- All Winners Comics n. 21 (inverno (dicembre) 1946).

Albi Silver Age pubblicati:
- Namor, The Sub-Mariner (prima serie) n. 14 (giugno 1969): Burn, Namor...Burn!, di Roy Thomas (testi) e Marie Severin (disegni), (Prima edizione italiana: Brucia, Namor...brucia!, sull'albo "Fantastici Quattro" n. 70, Editoriale Corno) .

Albi Bronze Age e Modern Age pubblicati:
- The Mighty Avengers n. 134 (aprile 1975): The Origin of Mantis Parts 2/2: The times that bind!, di Steve Englehart (testi) e Sal Buscema (disegni), (Prima edizione italiana: Le origini della Visione, sull'albo "Thor e i Vendicatori" n. 144, Editoriale Corno);
- What if? (prima serie) n. 4 (agosto 1977): What if the Invaders had stayed together after World War Two?, di Roy Thomas (testi) e Frank Robbins (disegni);
- Captain America Annual n. 6 (1982): The shadows of the past!, di Jean Marc DeMatteis (testi) e Ron Wilson (disegni);
- Saga of The original Human Torch n. 4 (luglio 1990): The flaming fifties!, di Roy Thomas (testi) e Rich Buckler (disegni) (Prima edizione italiana: I fiammeggianti anni cinquanta, sull'albo Supplemento X-Marvel, Play Press);
- Sensational She-Hulk (seconda serie) n. 22 (dicembre 1990): Blondes and bombshells!, di Buzz Dixon, Steve Gerber (testi) e Tom Artis (disegni).

## Altri media

### Televisione
Toro compare in un episodio di Super Hero Squad Show.